# توماس لیمارکیوس
توماس لیمارکیوس (به ایسلندی: Tómas Lemarquis) (زاده ۳ اوت ۱۹۷۷) بازیگر ایسلندی است.
از فیلم‌های معروف او می‌توان به بازی در فیلم ۳ روز تا کشتن و قارچ اشاره کرد.